# Cap-d’Ail
Cap-d’Ail – miejscowość i gmina we Francji, w regionie Prowansja-Alpy-Lazurowe Wybrzeże, w departamencie Alpy Nadmorskie.
Według danych na rok 1990 gminę zamieszkiwało 4859 osób, a gęstość zaludnienia wynosiła 2382 osoby/km² (wśród 963 gmin regionu Prowansja-Alpy-W. Lazurowe Cap-d’Ail plasuje się na 138. miejscu pod względem liczby ludności, natomiast pod względem powierzchni na miejscu 827.).